# Slagge
Slagge er et restprodukt ved forbrænding eller smeltning af ting.
Ved smeltning af eksempelvis glas eller metal vil slagger være de urenheder der enten flyder ovenpå eller bundfældes når materialet smeltes.
Ved forbrænding er slagger de bestanddele der ikke kan brænde, eller hvis antændelsestemperatur ligger over den temperatur der er ved den givne forbrænding.
I mange henseender betragtes slagger som et affaldsprodukt, men ved korrekt håndtering og behandling kan mange typer slagger genbruges til forskellige formål. Blandt andet kan slagger fra forbrændingsanlæg bruges som en af bestanddelene i vejbelægning, hvis der ikke er forurening i som eksempelvis tungmetaller.
Sortering af slagger og slaggejern fra affaldsfyrede forbrændingsanlæg foregår ved hjælp af at et sorteringsanlæg. Herefter kan bl.a. jern bruges til genindvinding.[1].